# Краутвилер
Краутвилер (немачки - Krautwiller) је насеље и општина у Француској у региону Алзас, у департману Доња Рајна.
По подацима из 2011. године у општини је живело 182 становника, а густина насељености је износила 122,97 становника/km².

## Демографија
| 1962. | 1968. | 1975. | 1982. | 1990. | 2011. |
| ----- | ----- | ----- | ----- | ----- | ----- |
| 94    | 101   | 117   | 131   | 136   | 182   |